# 厄克托縣 (德克薩斯州)
厄克托縣（英語：Ector County）是美國德克薩斯州西部的一個縣，位於愛德華茲高原北部。面積2,335平方公里。根據美國2000年人口普查，共有人口121,123人。縣治敖德薩（Odessa）。
成立於1887年。本縣紀念美國內戰中南方的馬修·厄克托准將（Mathew Ector）。